# Villanueva de Gómez
Villanueva de Gómez község Spanyolországban, Ávila tartományban. Villanueva de Gómez Pajares de Adaja, Blascosancho, Vega de Santa María, Hernansancho és San Pascual községekkel határos. Lakosainak száma 115 fő (2024).

## Népesség
A település népessége az utóbbi években az alábbiak szerint változott:
| Lakosok száma | 155  | 143  | 156  | 151  | 144  | 144  | 140  | 115  | 116  | 115  |
|               | 2001 | 2004 | 2006 | 2009 | 2011 | 2014 | 2016 | 2019 | 2021 | 2024 |